# Jack Clement
Jack Henderson Clement (Memphis, 5 aprile 1931 – Nashville, 8 agosto 2013) è stato un cantante e produttore discografico statunitense.

## Biografia
Nato e cresciuto a Memphis, Clement comincia molto presto la sua carriera: infatti incide il suo primo disco nel 1953 per la Sheraton Records a Boston, Massachusetts, ma fino al 1955 preferì continuare gli studi alla Memphis State University.
Nel 1956 andò a lavorare come produttore per Sam Phillips alla Sun Records; lì Clement lavorerà con personaggi come Roy Orbison, Carl Perkins e Johnny Cash (con il quale ebbe una partnership lavorativa durata anni), ma soprattutto registrò i brani di Jerry Lee Lewis. Nel 1957 Clement scrisse Ballad of a Teenage Queen, che in seguito fu ripresa da Johnny Cash, così come Guess Things Happen That Way, che nel 1958 raggiunse il 1# posto nella classifica country e l'11# in quella pop.
Nel 1959, Clement accettò di lavorare come produttore della RCA a Nashville.
Molti brani di Clement furono registrati da altri artisti, tra cui Johnny Cash, Dolly Parton, Ray Charles, Carl Perkins, Bobby Bare, Elvis Presley, Jim Reeves, Jerry Lee Lewis, Cliff Richard,
Charley Pride, Tom Jones, Dickey Lee and Hank Snow. Nel 1973 fu introdotto nella Nashville Songwriters Hall of Fame. Nel 1987 Clement lavorò anche con gli U2 per la realizzazione di alcune canzoni di Rattle and Hum.
Jack Clement è stato inserito nella Rockabilly Hall of Fame e nella Music City Walk of Fame.